# Wilhelm Berg
Georg Wilhelm Berg, född 8 augusti 1839 i Visingsö socken i Jönköpings län, död 16 juni 1915 i Kungälv, var en svensk historisk, arkeologisk och genealogisk författare.

## Biografi
Berg var son till jägmästaren och intendenten på Visingsborg, senare bankkamreraren i Jönköping, Lars Gustaf Berg och Sofia Carolina Berg, född Ekman. Han tog avgångsexamen vid Jönköpings högre elementarläroverk 1856. År 1870 kom han till Göteborg, och 1872 fick han en tjänst som kassör på Bergslagernas järnväg, och blev 1876 förste kamrer med bostad i Göteborg. Han stannade på sitt tjänst fram till 1910.
Sin lediga tid ägnade han åt historiska efterforskningar och publicerade bland annat Samlingar till Göteborgs historia (2 band 1882 och 1887), Göteborgs stift under 1700-talet (1892), Augustinerklostret i Konungahälla (1894) med flera, och var även en flitig medarbetare i Svenska Fornminnesföreningens tidskrift och i den av Bohusläns hushållningssällskap bekostade Bidrag till kännedom om Göteborgs- och Bohusläns fornminnen och historia. Han var även från föreningens tillkomst 1886 sekreterare i Göteborgs och Bohusläns fornminnesförening och redaktör av dess tidskrift. I Göteborgs andliga liv var Berg också verksam, bland annat som en av de främsta stiftarna av Sällskapet Gnistan och dess sekreterare under en följd av år. Ur handlingarna framgår det att Bergs energi låg bakom många av initiativen som Gnistan tog under sina första fjorton år. Vid sidan av Karl Warburg tillhörde han dessutom de flitigaste föredragshållarna. En schism i slutet av 1892, gjorde att Berg avsade sig arbetet som sekreterare i Gnistan. Under åren fram till 25-årsjubileet 1903, finns ej heller Bergs namn med över föredragshållare.
Wilhelm Berg framstår i sin dagbok som en allvarlig och saklig person, observerande och registrerande. Helt främmande för humor och skämt. Han var tämligen omstridd som person, och de råkade i onåd som inte uppskattade hans gärning. Men han anses också med rätta av många som en vägröjare för kunnandet om bland annat Göteborgs kulturhistoria.
Han blev 1882 korresponderande ledamot av Kungliga Vitterhets Historie och Antikvitets Akademien och 1885 ledamot av Kungliga Vetenskaps- och Vitterhetssamhället i Göteborg.
Wilhelm Berg gifte sig den 30 oktober 1892 med Ulrica Charlotta Emerentia "Emmy" Gumælius (1846-1902). Han var svärfar till Gustaf Hallström. 

### Redaktör
- Bidrag till kännedom om Göteborgs och Bohusläns fornminnen och historia. Del 4—9:1. Stockholm: Norstedt. 1887-1914. Libris 1852228

### Handskrifter
- Anteckningar om Göteborgs äldre teatrar. Band 4-6. (Band 1-3 utkom 1896-1900, se ovan)
- Genealogiska anteckningar om Göteborgs-släkter. Göteborg. 1938-1939 - Avskrift av manuskript verkställd vid statligt reservarbete på Landsarkivet i Göteborg. 
  -  1, A–E. https://litteraturbanken.se/f%C3%B6rfattare/BergW/titlar/G%C3%B6tebo-1939rgsSl%C3%A4kter1/sida/5/faksimil?om-boken
  -  1, F–L. https://litteraturbanken.se/f%C3%B6rfattare/BergW/titlar/G%C3%B6teborgsSl%C3%A4kter2/sida/5/faksimil/?om-boken
  -  1, M–Ö. https://litteraturbanken.se/f%C3%B6rfattare/BergW/titlar/G%C3%B6teborgsSl%C3%A4kter3/sida/5/faksimil/?om-boken
  -  2, A–B. https://litteraturbanken.se/f%C3%B6rfattare/BergW/titlar/G%C3%B6teborgsSl%C3%A4kter4/sida/5/faksimil/?om-boken
  -  2, C–G. https://litteraturbanken.se/f%C3%B6rfattare/BergW/titlar/G%C3%B6teborgsSl%C3%A4kter5/sida/5/faksimil/?om-boken
  -  2, H–K. https://litteraturbanken.se/f%C3%B6rfattare/BergW/titlar/G%C3%B6teborgsSl%C3%A4kter6/sida/5/faksimil/?om-boken
  -  2, L–O. https://litteraturbanken.se/f%C3%B6rfattare/BergW/titlar/G%C3%B6teborgsSl%C3%A4kter7/sida/5/faksimil/?om-boken
  -  2, P–S. https://litteraturbanken.se/f%C3%B6rfattare/BergW/titlar/G%C3%B6teborgsSl%C3%A4kter8/sida/5/faksimil/?om-boken
  -  2, T–Ö. https://litteraturbanken.se/f%C3%B6rfattare/BergW/titlar/G%C3%B6teborgsSl%C3%A4kter9/sida/5/faksimil/?om-boken
  -  Register, A–B. https://litteraturbanken.se/f%C3%B6rfattare/BergW/titlar/G%C3%B6teborgsSl%C3%A4kter10/sida/5/faksimil/?om-boken
  -  Register, C–Ha. https://litteraturbanken.se/f%C3%B6rfattare/BergW/titlar/G%C3%B6teborgsSl%C3%A4kter11/sida/5/faksimil/?om-boken
  -  Register, He–Lj. https://litteraturbanken.se/f%C3%B6rfattare/BergW/titlar/G%C3%B6teborgsSl%C3%A4kter12/sida/5/faksimil/?om-boken
  -  Register, Lo–Schul. https://litteraturbanken.se/f%C3%B6rfattare/BergW/titlar/G%C3%B6teborgsSl%C3%A4kter13/sida/5/faksimil/?om-boken
  -  Register, Schum–Ö. https://litteraturbanken.se/f%C3%B6rfattare/BergW/titlar/G%C3%B6teborgsSl%C3%A4kter14/sida/5/faksimil/?om-boken
- Gamla släkter i Bohuslän
- Anteckningar om ägare av hus och tomter i Göteborg

En musiklexikon i manuskript, som finns bevarat vid Statens musikbibliotek, har tidigare felaktigt tillskrivits Wilhelm Berg. Forskning har senare visat att dess upphovsman är Josef Palm.